# گرگوریوس عبدالجلیل

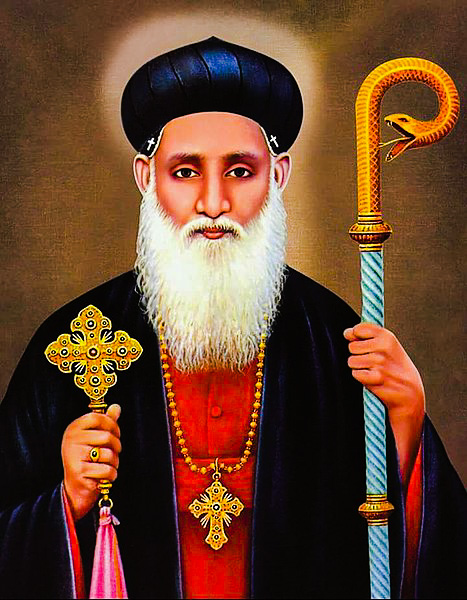

مار گرگوریوس عبدالجلیل باوا (درگذشته ۲۷ آوریل ۱۶۸۱) اسقف ارتدکس سریانی اورشلیم از سال ۱۶۶۴ تا زمان مرگ وی در سال ۱۶۸۱ بود. از او به‌ویژه به خاطر مأموریت ۱۶۶۵ در هند یاد می‌شود، که در آن او کلیسای مالانکارا را به کلیسای ارتدکس سریانی پیوند داد. او توسط کلیسای خود به عنوان یک قدیس مورد احترام است.

## مأموریت در هند

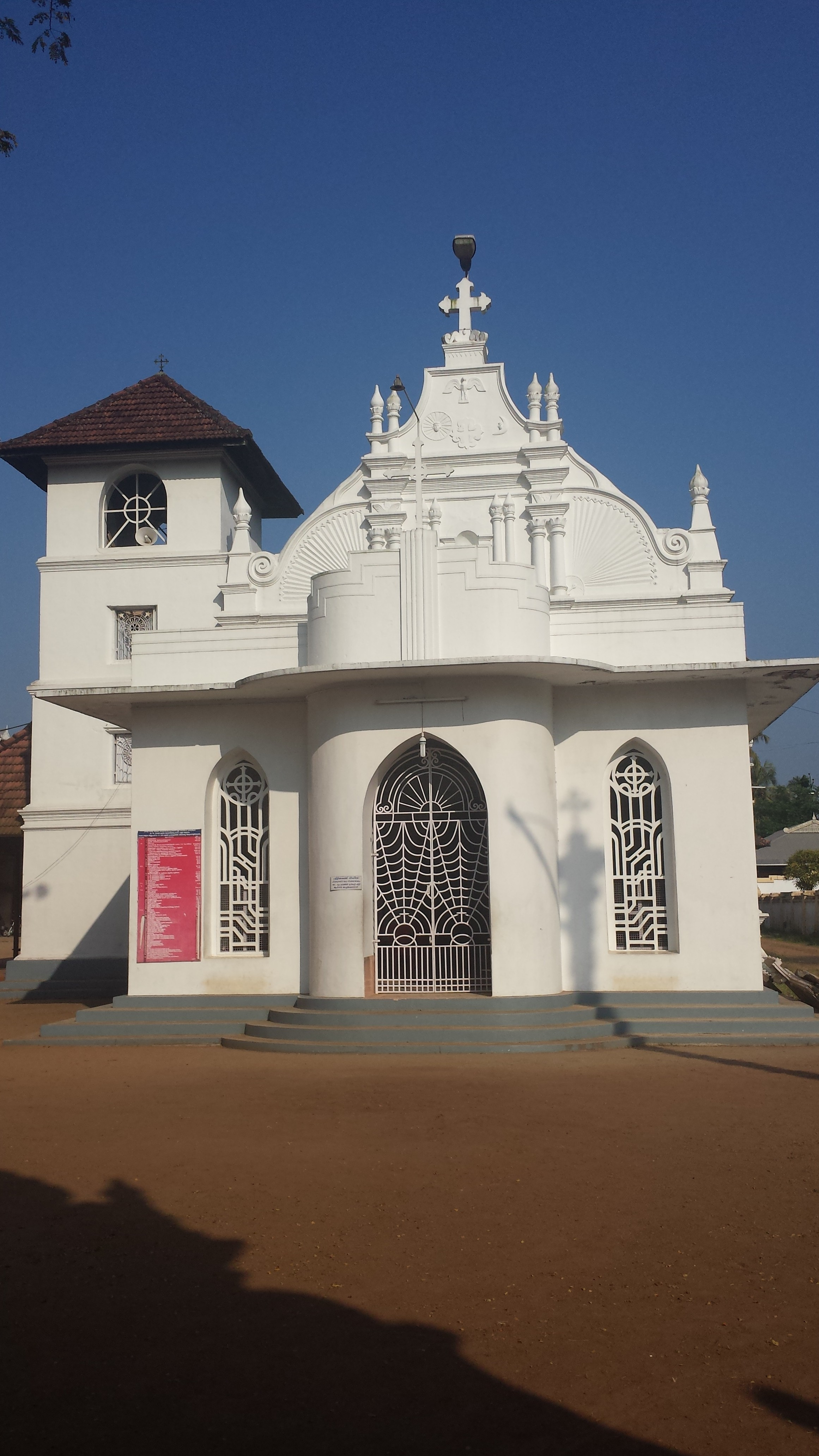
کلیسای آشوری پاراوور سنت توماس جا کوویت که مقبره گرگوریوس عبدالجلیل را در خود جای داده‌است.

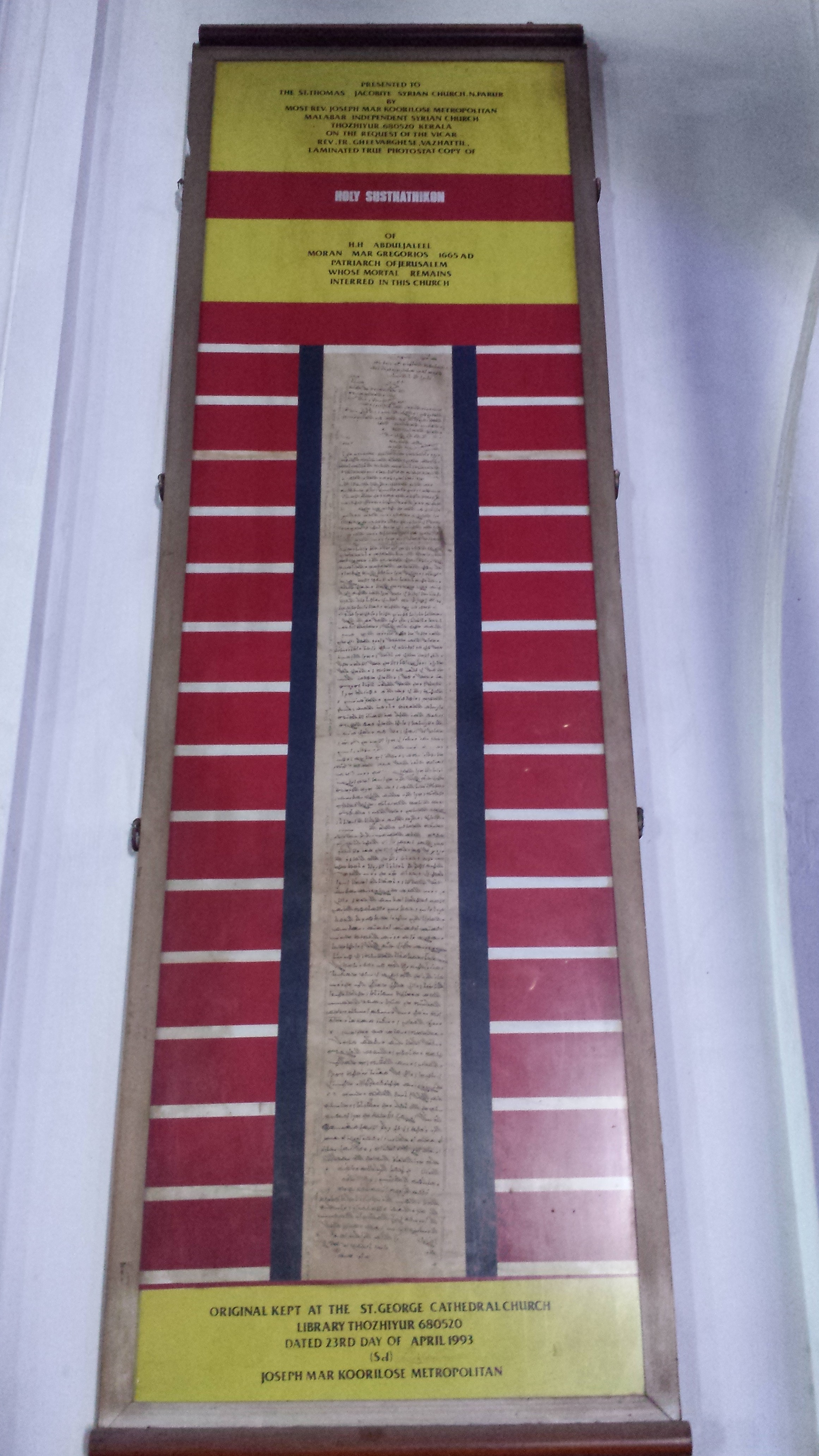
مرقد گرگوریوس عبدالجلیل

مسیحیان توماس به‌طور سنتی به عنوان مسیحیان سریانی خوانده می‌شوند. اصطلاحی که با استفاده آن‌ها از مناسک مذهبی مسیحیت سریانی همراه است. نام سریانی به مسیحیانی گفته می‌شود که از همان آغاز مسیحیت از آیین‌های سریانی استفاده می‌کردند. برچسب مسیحی سوریه نیز به کلیساهای سوریه متصل شد که به مرجع کلیسایی کلیسای آنتیک در پایتخت باستانی روم سوریه تسلیم شد که از آن به عنوان کلیسای سوریه در مباحث اگناتیوس انطاکی یاد شده‌است.
کلیسای سنت‌توماس، تا زمان مواجهه با پرتغالی‌ها در سال ۱۵۹۹، با کلیسای شرق متحد بودند. اما بعد از ارتباط با پرتغالی‌ها بود که باورهای مسیحیان سنت‌توماس به مرور زمان تحت‌تاثیر بسیاری از جریانات اعتقادی دیگر قرار گرفتند. آنها به عنوان یک کلیسا در قرن ۸ سازمان یافته بودند که توسط اسقف‌های خارجی و با یک رئیس محلی ارثی به نام اركادیكون خدمت می‌کردند. در قرن شانزدهم، اقدامات پیشگامان پرتغالی برای آوردن مسیحیان سنت توماس به کلیسای کاتولیک منجر به اولین شکاف در جامعه و ایجاد جناح‌های کلیسای کاتولیک روم و مالانکارا گردید. از آن زمان بود که مسیحیان سنت توماس به چندین هیئت کاتولیک شرقی، ارتدوکس شرقی و مستقل تقسیم شده‌اند که هر کدام مراسم مذهبی و سنت‌های خاص خود را دارند.    

## جشن
پروانه (مالایایی) یا ذکورنوی مارگرگوریوس باوا به مدت ۴ روز جشن گرفته می‌شود از ۲۴ آوریل هر سال شروع می‌شود و روز ۲۷ به اوج می‌رسد. در نورت پاراوور با توجه به ازدحام شدید زائران، توسط دولت کرالا به عنوان یک منطقه جشنواره اعلام شده‌است. همه ساله هزاران زائر از مناطق مختلف کرالا و بیشتر از قسمت شمالی مالانکارا، به سمت این مقبره، با پای پیاده سفر می‌کنند.
جشن مورگریوریوس عبدالجلیل در نیرانام نیز در ۲۸ آوریل برگزار می‌شود.